# NGC 227
NGC 227 je galaksija u zviježđu Kit.

## Vanjske poveznice
- SEDS: NGC 0227